# Phoebanthus
Phoebanthus là một chi thực vật có hoa trong họ Cúc (Asteraceae).

## Loài
Chi Phoebanthus gồm các loài: